# Miconia densifolia
Miconia densifolia är en tvåhjärtbladig växtart som beskrevs av Célestin Alfred Cogniaux. Miconia densifolia ingår i släktet Miconia och familjen Melastomataceae. Inga underarter finns listade i Catalogue of Life.